# 德和洋行
德和洋行（Lester，Johnson＆Morriss）曾经是上海最著名的建筑设计事务所之一。1913年，由英国侨民、地产商雷士德（Henry Lester，1840-1926）、马立师（Gordon Morriss，即今瑞金宾馆1号楼旧主人）和约翰逊（George A.Johnson）合伙组建。

## 主要作品
- 上海先施公司大楼（南京东路646号），1917年
- 日清大楼 (外滩)（中山东一路5号），1921年
- 普益大楼（四川中路110号），1922年
- 字林大楼（中山东一路17号），1924年
- 台湾银行大楼 (外滩)（中山东一路16号），1926年
- 上海仁济医院（山东路145号），1932年
- 雷士德工学院（东长治路505号），1934年
- 上海三菱银行（广东路85号），1936年
- 迦陵大楼（四川中路346号），1937年

这些建筑大部分已被列为上海近代优秀保护建筑。 
1. ↑  . www.sohu.com.   [2024-08-14]. （原始内容存档于2025-04-27）.